# ブウェーのビヤビヤ
「ブウェーのビヤビヤ」は1998年3月1日にバップから発売された所ジョージの通算29枚目のシングル。

## 内容
表題曲「ブウェーのビヤビヤ」は、フジテレビ系アニメ『こちら葛飾区亀有公園前派出所』（以下、こち亀）の4代目エンディングテーマとして1998年3月1日から1999年3月21日まで使用された。歌詞に「亀有」が登場する。
所は、同作のイメージソング（1978年）の「こちら葛飾区亀有公園前派出所異常なし!」（歌：ジョージ五十嵐&異邦人） の作詞・作曲をしたり、単行本19巻の巻末にコメントを寄せるなど、原作者の秋本治とも交流がある。
作中でも、主人公の両津勘吉が両津カイマラヒラと名乗ってJAI（日本アロハシャツ普及委員会）の会長を務めていた時に「日本一アロハシャツが似合う男」と評し、同会のテーマソングの制作を依頼する予定だと言っている場面がある。
歌詞の中には擬音語(ビヤビヤやパビヤー等所独自の擬音語もある)が多く盛り込まれていて、『こち亀』のエンディングアニメは主人公の両津勘吉が歌詞中に出てくる擬音の立体文字の横で歌詞の中に出てくる様に飛んでいったりしている。擬音語を用いて両津の強靭な体力や行動力を表現している。エンディングアニメ終盤にアニメキャラクターの所がワンカットのみ登場。
所が『HEY!HEY!HEY! MUSIC CHAMP』に出演した際、浜田雅功からこの曲について「どんな歌なんですか?」と問われた際には「カラオケで歌えない歌」と答えた（実際にはカラオケには収録されている）。
コーラス（ツッコミ）に柴田理恵が参加。エンディングアニメーションにも、柴田らしき女性がステージ衣装（ドレス）を着て登場している。なお、柴田はドラマ版で両津の母親の両津よね役で出演している。

## 収録曲
両曲作詞・作曲：所ジョージ／編曲：井上鑑
1. ブウェーのビヤビヤ
2. 入り口は出口です
3. ブウェーのビヤビヤ（voxless vers.）

## 収録アルバム
- 『NOW AND THEN '77-'82&'96-'98』（#1、#2）
- 『所ジョージ ゴールデン☆ベスト』（#1、#2）
- 『こち亀百歌選』（#1）